# Ilu (tambor)
Un ilú o ilu és el nom ioruba d'un tipus de tambor popular de fusta brasiler que es troba característicament a les províncies del nord de Pernambuco i Ceará.
Té una forma cilíndrica amb membranes de pell a la part superior i inferior, normalment es toca amb les mans. S'utilitza principalment en rituals religiosos, generalment amb tres mides, i en forma corba o plana. Això fa que aquests tambors sonin lleugerament diferents els uns dels altres i a més a més permeten als intèrprets tocar-los dempeus. Estan construïts sobre una base en forma de creu.
El mateix terme s'utilitzava anteriorment per als tambors amb forma de barril de doble cap, un tambor similar del sud del Brasil que es coneix com a tambu.